# 李文献
李文献（英語：Lee Boon Yang，1947年10月1日—）是一位新加坡政治人物。

## 生平
籍貫广东潮州，出生於新加坡，畢業於澳洲昆士蘭大學。1984年，第一次参加竞选，当选为国会议员。后在1988年、1991年、1997年、2001年及2006年的大选中继续当选。为新加坡总理李显龙内阁的新闻、通讯及艺术部长，现任新加坡报业控股董事会主席，惹兰勿刹集选区国会议员。

## 家庭
李文献已婚育有一个女儿。